# Вікторівська сільська рада (Галицький район)
| Вікторівська сільська рада — орган місцевого самоврядування у Галицькому районі Івано-Франківської області з адміністративним центром у с. Вікторів. Водоймища на території, підпорядкованій даній раді: річка Луквиця. Сільській раді підпорядковані населені пункти: - с. Вікторів |

## Склад ради
Рада складається з 16 депутатів та голови.

### Керівний склад ради
| ПІБ                     | Основні відомості                                                           | Дата обрання | Дата звільнення |
| ----------------------- | --------------------------------------------------------------------------- | ------------ | --------------- |
| Процак Ярослав Іванович | Сільський голова, 1955 року народження, освіта, член Народного Руху України | 26.03.2006   | 31.10.2010      |

Примітка: таблиця складена за даними джерела